# Omloop van het Hageland 2019
La 15e édition de l'Omloop van het Hageland a eu lieu le 3 mars 2019. La course fait partie du calendrier international féminin UCI 2019 en catégorie 1.1 et de la Lotto Cycling Cup pour Dames 2019. Elle est remportée par l'Italienne Marta Bastianelli.

## Présentation

### Parcours
Le parcours débute à Tirlemont. Il effectue tout d'abord 57,4 km en ligne avant d'arrivée sur un circuit urbain long de 15 km.

### Équipes
| Équipes féminines professionnelles (20)- Alé Cipollini - BePink - Biehler Pro Cycling - Bizkaia-Durango - BTC City Ljubljana - CCC-Liv - Doltcini-Van Eyck Sport - FDJ-Nouvelle Aquitaine-Futuroscope - Health Mate-Ladies Team - Hitec Products - Lotto Soudal Ladies - Mexx-Watersley International - Mitchelton-Scott - Movistar Team - Parkhotel Valkenburg-Destil - Sunweb Women - Top Girls Fassa Bortolo - Trek-Segafredo - Valcar Cylance - Virtu Cycling Women Équipe féminines amateur (5)- Equano - Illi-Bikes - Isorex - Keukens Redant - Multum Accountants |
| |

## Récit de la course
Une échappée se forme en début de course avec Natalie van Gogh, Grace Brown et Barbara Guarischi. Elles sont reprises. À quatre-vingt kilomètres de l'arrivée, Malgorzata Jasinska  et Ruth Winder sortent. La formation Virtu mène la chasse et reprend les fuyardes. L'échappée suivante est formée de Tayler Wiles et Soraya Paladin, sans plus de succès. Une autre attaque suit dans la côte du circuit. C'est néanmoins Franziska Koch  qui parvient à partir seule. Elle obtient une avance allant jusqu'à la minute. Elle est reprise à vingt kilomètres de l'arrivée. Sunweb et Trek-Segafredo placent plusieurs attaquent ensuite avec par exemple Susanne Andersen. Aude Biannic tente également sa chance avant l'inévitable sprint massif où Marta Bastianelli s'impose.

## Classements

### Classement final
| \| Classement général \| Classement général \| Classement général \| Classement général \| Classement général \| \| Coureuse \| Coureuse \| Pays \| Équipe \| Temps \| \| ------------------ \| ------------------ \| ------------------ \| ---------------------------------- \| ------------------ \| \| 1re \| Marta Bastianelli \| Italie \| Virtu Cycling Women \| 3 h 32 min 50 s \| \| 2e \| Lotta Lepistö \| Finlande \| Trek-Segafredo \| + 0 s \| \| 3e \| Leah Kirchmann \| Canada \| Sunweb \| + 0 s \| \| 4e \| Roxane Fournier \| France \| Movistar Team \| + 0 s \| \| 5e \| Gracie Elvin \| Australie \| Mitchelton-Scott \| + 0 s \| \| 6e \| Eugénie Duval \| France \| FDJ-Nouvelle Aquitaine-Futuroscope \| + 0 s \| \| 7e \| Floortje Mackaij \| Pays-Bas \| Sunweb \| + 0 s \| \| 8e \| Sofie De Vuyst \| Belgique \| Parkhotel Valkenburg \| + 0 s \| \| 9e \| Christina Siggaard \| Danemark \| Virtu Cycling Women \| + 0 s \| \| 10e \| Natalie van Gogh \| Pays-Bas \| Biehler Pro Cycling \| + 0 s \| |                    |           |                                    |                 |
| |                    |           |                                    |                 |
| Source : ProCyclingStats |                    |           |                                    |                 |
| Classement général |                    |           |                                    |                 |
| Coureuse | Coureuse           | Pays      | Équipe                             | Temps           |
| 1re | Marta Bastianelli  | Italie    | Virtu Cycling Women                | 3 h 32 min 50 s |
| 2e | Lotta Lepistö      | Finlande  | Trek-Segafredo                     | + 0 s           |
| 3e | Leah Kirchmann     | Canada    | Sunweb                             | + 0 s           |
| 4e | Roxane Fournier    | France    | Movistar Team                      | + 0 s           |
| 5e | Gracie Elvin       | Australie | Mitchelton-Scott                   | + 0 s           |
| 6e | Eugénie Duval      | France    | FDJ-Nouvelle Aquitaine-Futuroscope | + 0 s           |
| 7e | Floortje Mackaij   | Pays-Bas  | Sunweb                             | + 0 s           |
| 8e | Sofie De Vuyst     | Belgique  | Parkhotel Valkenburg               | + 0 s           |
| 9e | Christina Siggaard | Danemark  | Virtu Cycling Women                | + 0 s           |
| 10e | Natalie van Gogh   | Pays-Bas  | Biehler Pro Cycling                | + 0 s           |

### Points UCI
| Position           | 1er | 2e | 3e | 4e | 5e | 6e | 7e | 8e | 9e | 10e | 11e | 12e | 13e à 15e | 16e à 25e |
| Classement général | 125 | 85 | 70 | 60 | 50 | 40 | 35 | 30 | 25 | 20  | 15  | 10  | 5         | 3         |

### Prix
Les prix suivants sont distribués :
| Position | 1er   | 2e    | 3e    | 4e    | 5e    | 6e    | 7e    | 8e    | 9e    | 10e  |
| Prix     | 420 € | 365 € | 295 € | 185 € | 165 € | 155 € | 145 € | 130 € | 120 € | 65 € |

Les coureuses placées de la 11e à la 20e place  repartent avec 65 €.
En sus, des sprints intermédiaires et des prix de monts sont disputés durant la course. Le vainqueur du classement général de chacun de ces classements gagne 100 €, le deuxième 60 et le troisième 40.

## Organisation
La course est organisée par le Cycling Team Tilt. Son président est Roger Nolmans, son secrétaire  Ben Witvrouw.